# Ван Чжунхуей
Ван Чжунхуей (王寵惠, 1 грудня 1881 — 15 березня 1958) — політичний діяч, дипломат, правник, журналіст, перекладач часів Китайської республіки, суддя Постійної палати міжнародного правосуддя при Лізі Націй.

## Життєпис

### Молоді роки
Походив з родини протестантського пастора. Народився в Гонконзі у 1881 році. Отримав двомовну освіту — китайську та англійську. У дитинстві відвідував коледж Святого Павла і королівський коледж, а також вивчав китайську класику з домашнім учителем.
У 1895 році Ван вступив на правничий факультет Бейянського університету в Тяньцзіні. Після закінчення його протягом року працював викладачем у Наньянському коледжі в Шанхаї, а в 1901 році виїхав до Японії вивчати правознавство. У Токіо брав участь у виданні антиманьчжурської газети «Гоміньбао», яка видавалася англійською мовою. Мета цього видання полягала в агітації революції у Китаї. Проте в Японії він залишався недовго і наприкінці 1902 року вирушив до США і Європи задля удосконалення знань в області юриспруденції.
Спочатку він поступив до Каліфорнійського університету, але незабаром перевівся до Єльського, де в 1903 році здобув ступінь магістра канонічного та цивільного права, а в 1905 році — ступінь магістра цивільного права. В цей час стає одним з співвидавців журналу Асоціації американських адвокатів. У США Ван зустрічався з Сунь Ятсеном, що приїхав до Нью-Йорку. Ван вступив до організації Тунменхуей (Об'єднаний союз) з перших днів його заснування. Він склав для Сунь Ятсена проект його першої публічної заяви про цілі китайської революції — «Правильне рішення китайського питання», допомагав в розробці плану антицінського повстання та звернення до іноземних держав, закликаючи їх відмовитися від підтримки цінського уряду.
У 1905 році перебирається до Європи, де продовжив адвокатську практику. У 1907 році Ван Чжунхуей став членом одного з адвокатських товариств в Лондоні. Незабаром він був призначений помічником міністра закордонних справ Китаю і спрямований у складі китайської делегації на Другу міжнародну конференцію в Гаазі.

### Політична діяльність
Восени 1911 року повернувся до Китаю і під час Сіньхайської революції виконував роль радника Чень Цзімея, військового губернатора Шанхая. Того ж року як делегат від провінції Гуандун брав участь у роботі з'їзду, що відбувся в Нанкіні, де Сунь Ятсена 29 грудня було обрано тимчасовим президентом Китайської республіки. Вану було доручено вирушити до Шанхаю і офіційно інформувати Сунь Ятсена про його обрання. Ван Чжунхуей став міністром юстиції в першому республіканському кабінеті Тан Шаоі, але в червні 1912 року Тан пішов у відставку, Ван Чжунхуей також склав повноваження міністра.
Після цього переїхав до Шанхаю, де обійняв посаду головного редактора в «Чжунхуа бук компані» і посаду директора Фуданського університету. На деякий час Ван Чжунхуей відійшов від політичних справ.

### Дипломатична, правницька і судова діяльність
Після смерті президента Юань Шикая знову повертається до державних справ. У 1917 році перебирається до Пекіна, де стає головою Комісії з кодифікації законів. У 1920 році його призначили головним суддею Верховного суду. У 1921 році Ван увійшов до складу делегації з 10 осіб, спрямованої для участі в роботі Комісії з перегляду Статуту Ліги націй. У листопаді того ж року він був посланий як один з головних представників Китаю на Вашингтонську конференцію, де виявив блискучі дипломатичні здібності в захисті суверенних прав своєї країни. Особливо активно під час цієї конференції Ван виступав за скасування принципу екстериторіальності, який все ще діяв у Китаї. 12 грудня на нараді членів створеного на конференції Далекосхідного комітету Ван Чжунхуей поставив питання про ліквідацію так званих сфер впливу (інтересів) інших держав на китайській території. Хоча повністю скасувати принцип екстериторіальності не вдалося, європейські країни, США та Японія вимушені були погодитися з деяким відновленням прав Китаю. Водночас завдяки діяв Вана антикитайський англо-японський союз був розпущений, а угоду Лансінг-Ісії, спрямована на обмеження інтересів Китаю) анульовано.
З середини грудня 1921 року обіймав посаду міністра юстиції в кабінеті Лян Шина, потім Янь Хуейціна. Наприкінці липня 1922 року виконував обов'язки прем'єр-міністра Китайської республіки.
У 1923 році Ван зайняв посаду помічника судді у Постійній палаті міжнародного правосуддя, куди був обраний в 1921 році. За рекомендацією міністра закордонних справ Лу Ченсяна представляв Китай на засіданні Генеральної Асамблеї Ліги Націй в вересні 1923 році. Свої обов'язки в Постійній палаті міжнародного правосуддя Ван виконував до 1925 року. Тоді став членом Комітету Ліги націй з проведення кодифікації міжнародних законів.
У 1925 році Ван представляв Китай на Митній конференції, що проходила у Пекіні. Основні розбіжності між представниками Китаю та іншими державами виникли стосовно скасування «ліцзіня», розміру підвищення тарифних ставок на товари і цілей їх використання. завдяки аргументації Вана Китайській республіці вдалося відновити свою тарифну автономію.
В 1928 році призначається головою юридичного «юаня» (департаменту) і був введений до складу Державної Ради. У 1928—1931 роках виконав великий обсяг роботи з удосконалення кримінального законодавства і створенню тимчасової конституції 1931 року. У 1930 році за дорученням китайського уряду Ван Чжунхуей провів з американським консулом Ф. Мейєром попереднє обговорення питання про скасування прав екстериторіальності. Водночас вів перемовини з англійськими представниками.
У 1931 році призначається суддею Постійної палати міжнародного правосуддя, водночас виконуючи дипломатичні доручення Чан Кайши. В лютому 1935 року вирушив до Японії як особистий представник президента Китайської республіки для обговорення питань китайсько-японського співробітництва. За результатами візиту Ван доповів Чан Кайши про збереження антикитайської спрямованості зовнішньої політики Японії.
У 1936 році склав повноваження судді й повернувся до Нанкіна. У лютому 1937 року брав активну участь у роботі III пленуму Гоміньдану, де йшлося про політику стосовно Японії. У маніфесті, складанням якого керував Ван Чжунхуей, Гоміньдан вперше висловився за опір Японії. Того ж року була проведена реорганізація нанкінського уряду і Ван, що був прихильником жорсткої політики щодо Японії, був призначений міністром закордонних справ.
Перемовини Ван Чжунхуея з японським послом Кавагое, що проходили в березні 1937 року, продемонстрували неминучість китайсько-японської війни. Тому Ван розпочав пошук союзників. Втім спроби укласти пакт з США та Австралією виявилися невдалими. Ван Чжунхуей після початку китайсько-японської війни посилив діяльність із укладання військових союзів з Великой Британією, Францією, США, але без значних успіхів. США та Велика Британія визнали оголошену Японією 5 вересня 1937 року морську блокаду Китаю. Італія відкрито висловилася за підтримку японських дій. Уряд Німеччини заявив про свій нейтралітет, заборону експорту військових матеріалів до Китаю і відкликання військових радників, незважаючи на протести Ван Чжунхуея. Тому останній звернувся до Радянського Союзу. 21 серпня 1937 року Ван підписав з радянським послом Д. Богомоловим договір про ненапад. Водночас продовжував намагання укласти союз із США. При цьому усіляко запобігав капітуляції Китаю перед Японією, до чого спонукали його уряди Франції та Великої Британії.
У 1941 році він пішов з посади міністра закордонних справ (замість нього міністром став Куо Тайчі) Того ж року призначається на посаду генерального секретаря Вищої Ради національної оборони. Ван продовжував стежити за міжнародною обстановкою, брати участь у вирішенні різних питань, публічно висловлювати свою думку, до якої прислухалися. У 1942 році супроводжував Чан Кайши в поїздці до Індії. Був членом китайської делегації на Каїрської конференції в листопаді 1943 року, де разом з Чан Кайши і Ф.Рузвельтом, президентом США, брав безпосередню участь у вирішенні таких важливих проблем, як участь Китаю в окупації Японії, укладення американо-китайської угоди про взаємну безпеку, про надання США військових баз на китайській території, про американську допомогу Китаю, про створення спільного військово-консультативного органу для співпраці між США і Китаєм на Далекому Сході після закінчення Другої світової війни.
У 1945 році Ван Чжунхуея було включено до складу китайської делегації, спрямованої на конференцію щодо створення Організації об'єднаних націй в Сан-Франциско. Після повернення до Китаю працював директором Далекосхідного відділення Комісії з розслідування жертв Тихоокеанської війни. У ці ж роки Ван брав участь у розробці конституції, яка була проголошена в 1947 році. Був членом першої Державної Ради, а в червні 1948 року, знову зайняв посаду голови юридичного юаня. У цьому ж році Ван став членом Китайської академії.

### Останні роки
Після поразки Гоміньдану у громадянській війні у 1949 році виїхав разом з урядом Чан Кайши на Тайвань. У Тайбеї Ван Чжунхуея було обрано членом Центрального Комітету Гоміньдану і Центрального Дорадчого Комітету. Незважаючи на хронічну хворобу, він продовжував залишатися на посаді голови юридичного юаня до самої смерті 15 березня 1958 року.

## Творчість
У 1905 році переклав англійською мовою цивільний кодекс Німеччини 1900 року, цей переклад було опубліковано в 1908 році. Займався підготовкою авторизованого англійського перекладу книги Чан Кайши «Долі Китаю», що вийшла друком в США в 1947 році.